# Eclipsa de Soare din 20 martie 2015

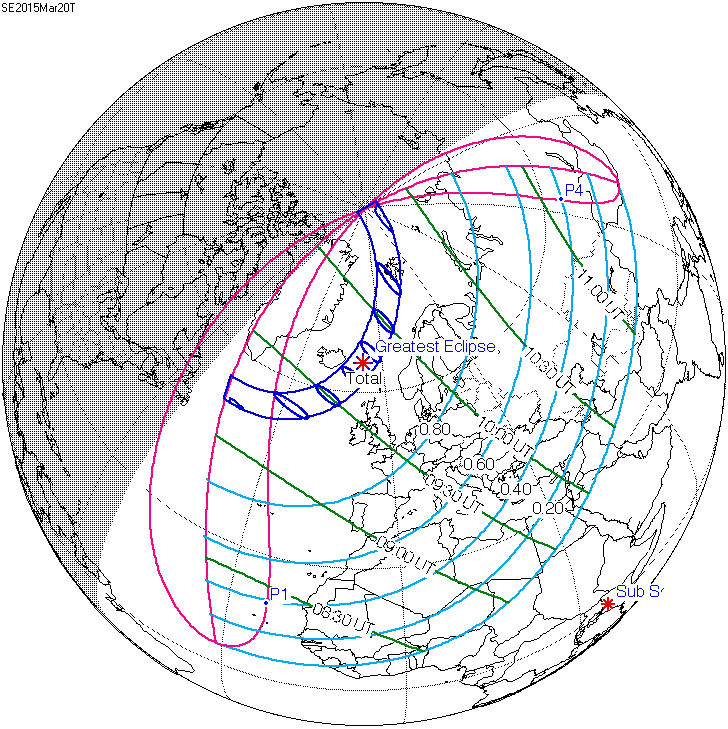
Harta eclipsei generale

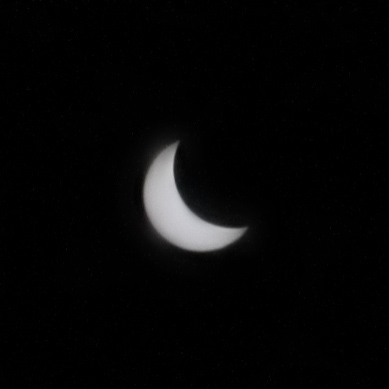
Eclipsa din 20 martie 2015 fotografiată la Berlin, la ora 10:28

Eclipsa de Soare din 20 martie 2015 este un eveniment astronomic care a fost vizibil în Europa, Africa de Nord și în Asia de Nord. Pe „uscat” eclipsa a fost totală peste Islanda, Scoția, Insulele Feroe, Scandinavia, până în Insula Spitzbergen. 
Durata maximă de totalitate a fost de 2 minute și 47 de secunde, pe coasta Insulelor Feroe, la orele 9:46 UTC.
Este a IX-a eclipsă totală din secolul al XXI-lea, dar al XI-lea pasaj al umbrei Lunii pe Pământ în acest secol.
S-a produs în urmă cu 10 ani, 6 zile.

## Vizibilitate

Parcursul eclipsei pe Terra.

Traiectoria eclipsei totale a trecut între Islanda și Scoția, peste Insulele Feroe și Spitzbergen, unde a fost vizibilă la Apusul Soarelui.
Punctul unde eclipsa totală a avut maximum se găsește la aproximativ 200 de kilometri la est de coastele islandeze (longitudine 6° 39,0 W - latitudine: 64° 26,3 N). Punctul cu cea mai lungă durată este decalat de punctul de maxim.

### Locul ideal pentru observarea fenomenului
Pe „uscat” eclipsa totală a fost vizibilă din Torshavn, capitala Insulelor Feroe până în Longyearbyen (Spitzbergen) (aproape de linia de centralitate), totuși condițiile meteorologice riscă să facă dificilă această observație. Într-adevăr, Insulele Feroe și Spitzbergen (într-o mai mică măsură) sunt în general atinse, în luna martie,  de regimuri de joase presiuni din Atlanticul de Nord; este de dorit ca observatorul să se afle la altitudine, deasupra stratului de nori, pentru a fi sigur de posibilitatea observării fenomenului.

## O eclipsă de Soare deosebită

Eclipsa de Soare de la 20 martie 2015

O curiozitate s-a produs în timpul acestei eclipse: banda de trecere  a umbrei Lunii este aproape centrată pe Polul Nord. În plus, este chiar ziua echinocțiului de primăvară, fenomen care are loc la circa 12 ore după eclipsă.
Eclipsa încheindu-se la nivelul polului, Soarele a fost eclipsat în această zonă, în timp ce se afla la orizont.

### Eclipsă parțială
În cea mai mare parte a Europei, în Nordul Africii și în Nordul Asiei eclipsa a fost vizibilă ca eclipsă parțială.

#### În România
În România fenomenul a fost vizibil ca eclipsă parțială. La București magnitudinea maximă a fost de 53,26 %, la Cluj-Napoca de 60,34 %, la Iași de 57,26 %, iar la Timișoara de 60,80 %.
Pe teritoriul României primul contact a putut fi observat de la 10h 41m (la Arad) la 10h 53m (la Constanța). La București faza maximă a fost vizibilă la 11h 55m, la Sibiu la 11h 54m, iar la Brașov la 11h 56m.

## Galerie de imagini

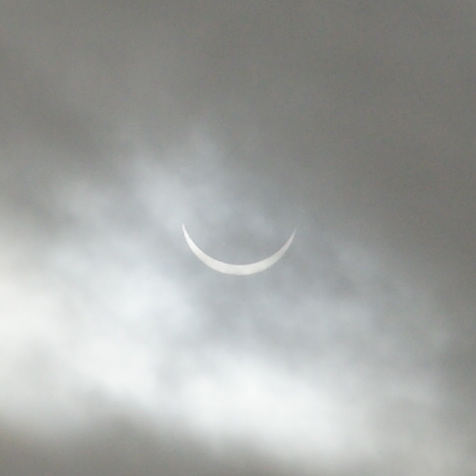
Chester-le-Street (Regatul Unit) 9 h 07 UTC
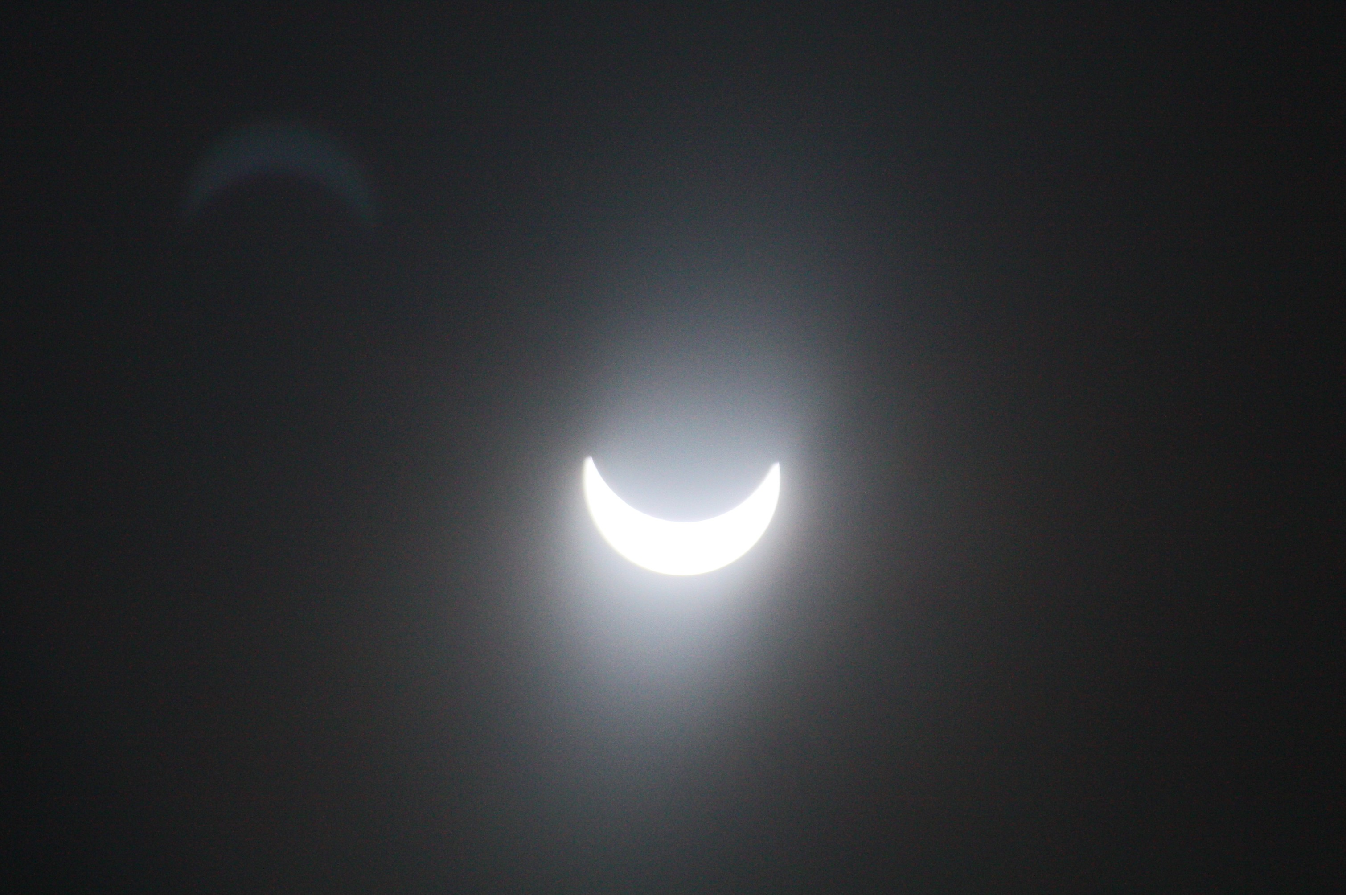
Markt Schwaben (Germania) 9 h 38 UTC
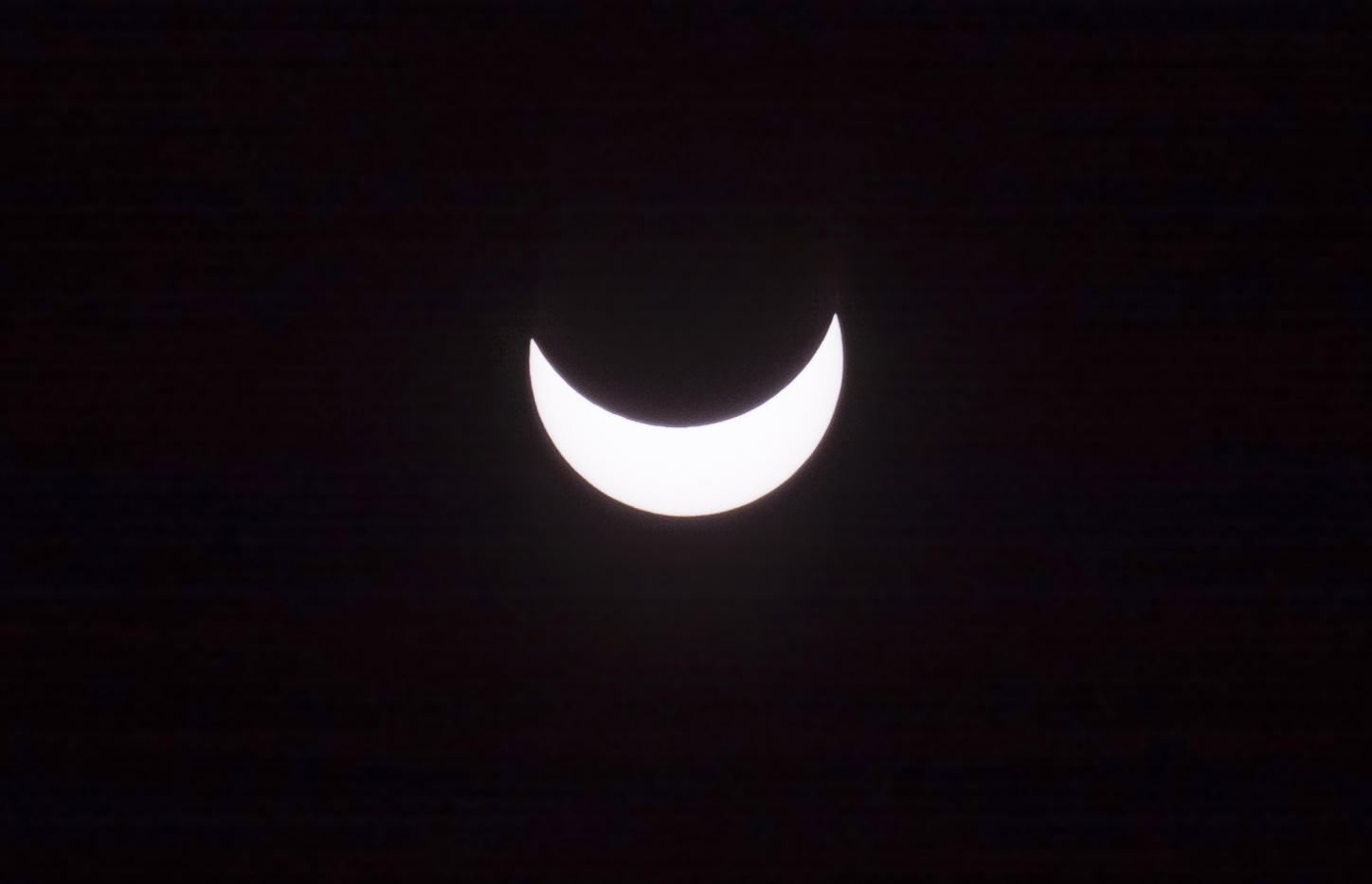
Kłodzko (Polonia) 10 h 54 ora locală (9 h 54 UTC)
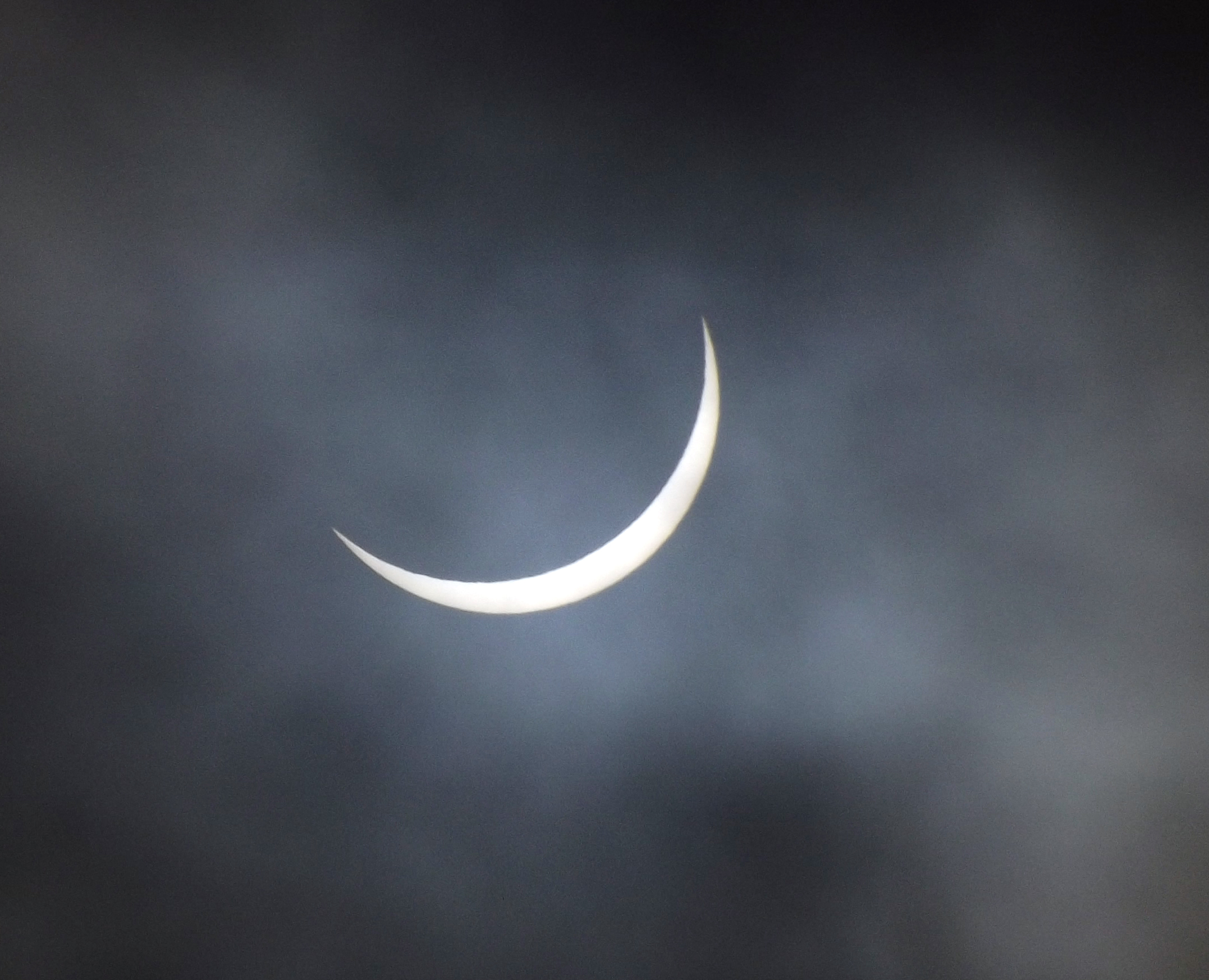
Dublin (Irlanda) 9 h 30 GMT
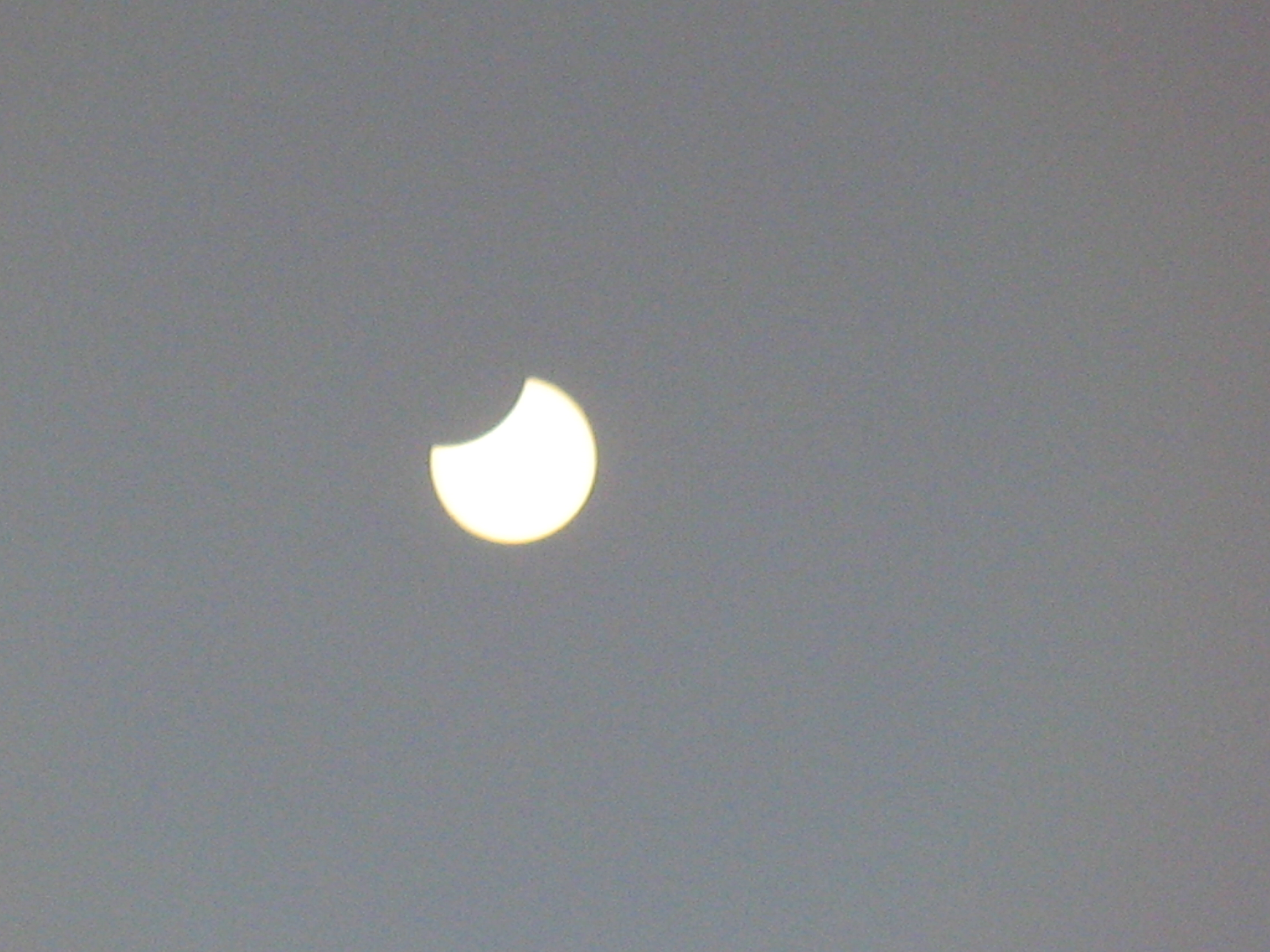
Ulcinj (Muntenegru) 11 h 34 ora locală (10 h 34 UTC)
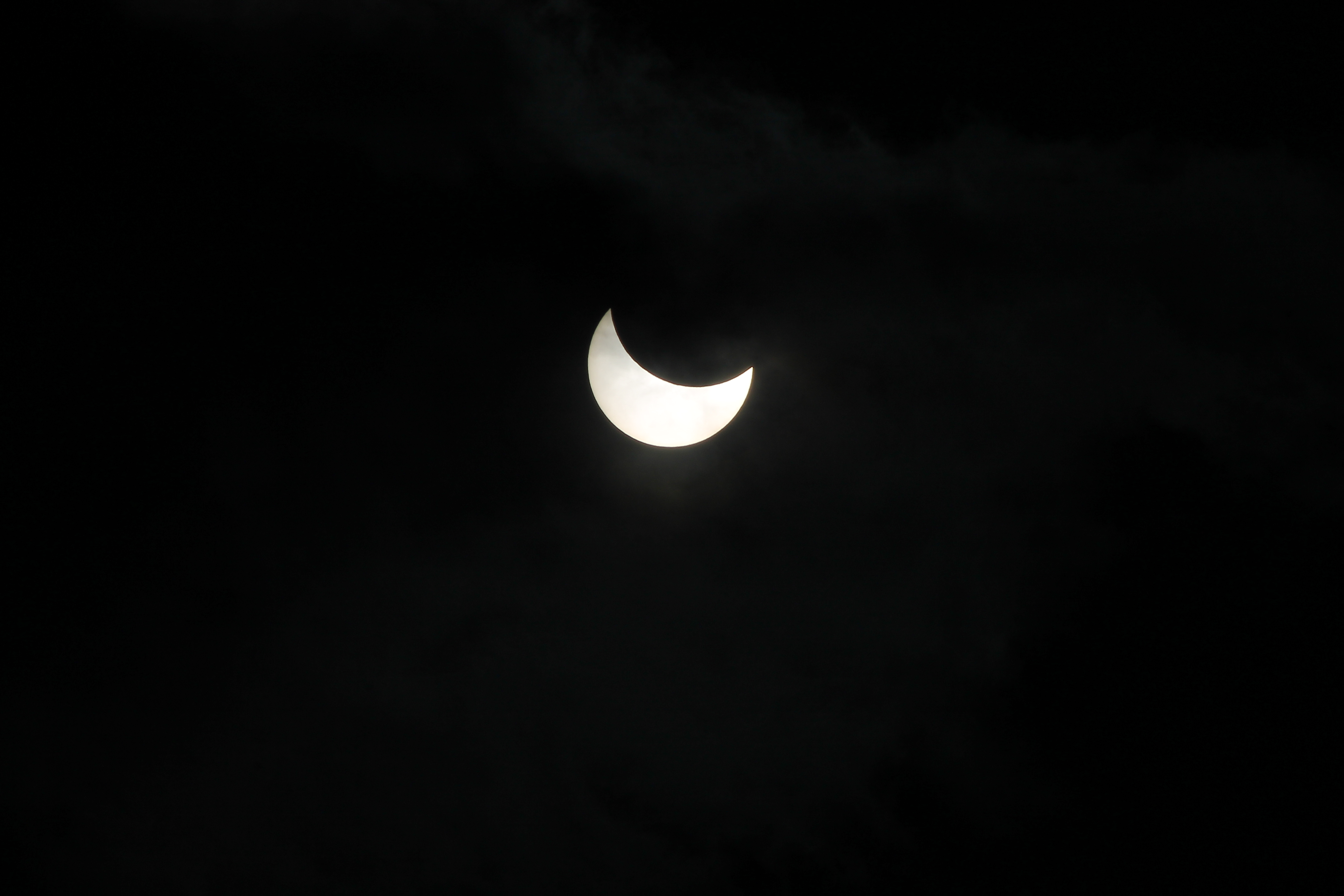
Kiev (Ucraina), 12 h 28 ora locală (10 h 28 UTC)